# Bierné
Bierné foi uma comuna francesa na região administrativa da Pays de la Loire, no departamento de Mayenne. Estendia-se por uma área de 24,15 km². Em 2010 a comuna tinha 1 281 habitantes (densidade: 53 hab./km²).
Em 1 de janeiro de 2019, passou a formar parte da nova comuna de Bierné-les-Villages.